# تایرا نو توکیکو
تایرا نو توکیکو (به ژاپنی: 平 時子 Taira no Tokiko); ۱ ژانویهٔ ۱۱۲۶ – ۱ ژانویهٔ ۱۱۸۵) همسر تایرا نو کیوموری، مادر تایرا نو توکوکو  و همچنین مادر بزرگ امپراتور آنتوکو بود. بر طبق داستان هیکه وی پس از شکست در نبرد دان نو اورا همراه با نوه خود امپراتور آنتوکو به دریا پرید و خودکشی کرد.